# Jules Antoine Lissajous
Jules Antoine Lissajous (Versailles, 4 marzo 1822 – Plombières-les-Bains, 24 giugno 1880) è stato un matematico e fisico francese, famoso per le figure che portano il suo nome.
Tra le altre scoperte, Lissajous inventò l'apparato di Lissajous, uno strumento per creare otticamente le figure omonime. Un fascio di luce parte da uno specchio attaccato ad una forcella vibrante, e poi viene riflesso da un secondo specchio posizionato su un'ulteriore forcella vibrante disposta perpendicolarmente alla prima (normalmente vibrante ad una frequenza diversa in modo da creare un intervallo armonico ben determinato), su un muro, creando una figura di Lissajous. Ciò portò all'invenzione di altri strumenti come l'armonografo.

## Pubblicazioni
- Sur la position des nœuds dans les lames qui vibrent transversalement et Des diverses méthodes eudiométriques employées à la détermination des principes constituants de l'atmosphère de l'air, et à la recherche des gaz qui s'y trouvent accidentellement mélangés, [Thèses de physique et de chimie], Impr. Bachelier (Paris), 1850, 35 p., Texte intégral.

- « Note sur l'élévation progressive du diapason des orchestres depuis Louis XIV jusqu'à nos jours », in: Bulletin de la société d'encouragement (Paris), 54eannée, 2e série, t. II, Mai 1855, pp. 203-207, 25 cm.

- « Mémoire sur l’étude optique des mouvements vibratoires », in: Annales de Chimie et de Physique, Tome II, 1857.

- Rapport fait par M. Lissajous sur le grand orgue de Saint-Sulpice, à Paris, [reconstruit par M. Aristide Cavaillé-Coll ], Société d'encouragement pour l'industrie nationale fondée en 1801,  Vve Bouchard-Huzard (Paris), 1865, disponibile in Gallica.

- Notice historique sur la vie et les travaux de Léon Foucault (de l'Institut), impr. de C. Lahure (Paris), 1869, disponibile in Gallica.

- Exposition universelle de Vienne en 1873. Section française. Rapport sur les instruments de musique,, in Europeana. URL consultato il 9 febbraio 2014.